# El Cerro de Andévalo
El Cerro de Andévalo er en by og kommune i det sydvestlige Spanien i provinsen Huelva. Den har et indbyggertal på 2.260 (2024) indbyggere.